# 普拉特遊樂園

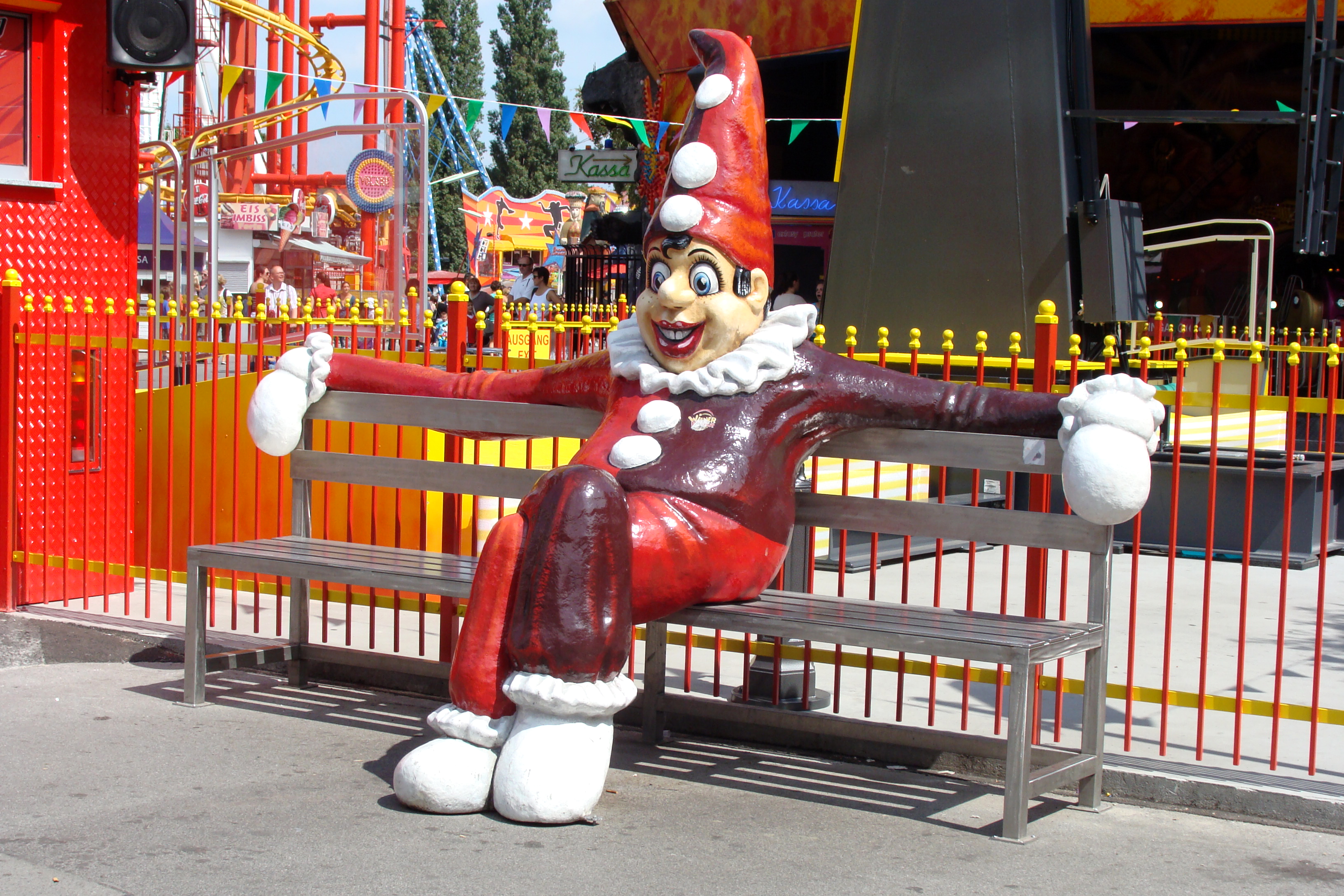
一座小丑雕塑邀請遊客參觀其中一個景點

普拉特遊樂園（德語：Wurstelprater）是位於奧地利維也納的一個遊樂園，開業於1766年。維也納著名的地標維也納摩天輪就位於普拉特遊樂園。

## 外部連結
- City of Vienna page on the Prater （页面存档备份，存于）
- www.wiener-prater.at （页面存档备份，存于）

48°12′38″N 16°23′37″E / 48.21056°N 16.39361°E